# Deep Love Diary -恋人日記-
『Deep Love Diary -恋人日記-』は、2016年10月28日にCampusより発売された18禁美少女アドベンチャーゲーム。

## あらすじ
親同士の相談で縁談が纏まった青海 渉と北園 千佳。それまで互いに面識すらなかったが、戸惑いつつ徐々に許嫁という現実を受け入れていく。二人は“恋人日記”を作り、そこに書いた“恋人らしい行動”を実行していく。

## 登場人物
青海 渉（あおみ わたる）
身長：170cm 体重：60kg
本作の主人公。「青海グループ」の御曹司。麻保志学園後期課程2年。校内では真面目で通っており、成績も「8割9割は当たり前」。スキャンダルを避けるため、極力目立たないように振る舞っている。
北園 千佳（きたその ちか）
声 - 白月かなめ
身長：161cm 体重：49kg BWH：B89 (F) / W59/ H86
本作のヒロイン。名家、北園家の娘。麻保志学園後期課程2年。成績はトップクラス。恋愛日記活動を主導する。

## 主題歌
主題歌「RING ON BOUQUET」
作詞 - Ayumi. / 作曲 - 柳英一朗 / 歌 - 佐藤ひろ美

## 批評
『BugBug』2016年12月号に本作のレビューが掲載されている。レビュアーの「りとるぼーい」は、カップルとなった主人公とヒロインの初々しさなど、シナリオ面についても肯定的に言及しているが、本作の最大の売りはエロであり、「今までのCampus作品の中でもトップクラスの濃さ&充実度だった」としている。本作では清純なヒロインが次第にエッチに積極的になっていく。りとるぼーいは徐々に生まれてくるギャップが本作の魅力になっていると分析し、コスプレHや拘束プレイ、アナルセックスなど豊富なシーンが用意されているため、実用性は抜きゲーに匹敵すると評している。本作がアダルトゲーム初原画となるあゆま紗由の描くヒロインの裸体も肉感豊かであり、視覚的にも興奮させられたと述べ、本作は純愛とエロを両立させた作品であると結んでいる。

## 参考資料
- 『BugBug』2016年12月号、富士見出版、2016年11月2日。